# Gustav Thöni
Gustav Thöni   (Stilfs, 28 de febrer de 1951), també anomenat Gustavo Thoeni, és un esquiador alpí italià, ja retirat, que destacà durant la dècada del 1970. És cosí del també esquiador Roland Thöni.
Especialista en les proves tècniques de l'esquí alpí, el 1972 participà en els Jocs Olímpics d'hivern disputats a Sapporo (Japó), on guanyà la medalla d'or en la prova d'eslàlom gegant i la medalla de plata en la prova de l'eslàlom, just per darrere de l'espanyol Francisco Fernández Ochoa, a més de finalitzar tretzè en la prova de descens. El 1976 participà en els Jocs Olímpics d'hivern disputats a Innsbruck (Àustria), on aconseguí guanyar la medalla de plata en la prova d'eslàlom, a més de finalitzar quart en l'eslàlom gegant i 26è en el descens. En els Jocs Olímpics d'Hivern de 1980 realitzats a Lake Placid (Estats Units) finalitzà vuitè en l'eslàlom, l'única prova en la qual competí.
En el Campionat del Món d'esquí alpí ha aconseguit guanyar cinc títols, dues vegades en eslàlom gegant (1972 i 1974), dues vegades la combinada alpina (1972 i 1976), i una vegada en eslàlom (1974).
Al llarg de la seva carrera aconseguí guanyar quatre vegades la general de la Copa del Món d'esquí alpí, esdevenint el segon esquiador més guardonat juntament amb Pirmin Zurbriggen i Hermann Maier, i just per darrere del guanyador de cinc títols, Marc Girardelli.

## Resultats a la Copa del Món
Títols per temporada
- 8 títols (4 en general, 2 eslàlom gegant, 2 eslàlom)

| Temporada | disciplina     |
| --------- | -------------- |
| 1970      | Eslàlom gegant |
| 1971      | General        |
| 1971      | Eslàlom gegant |
| 1972      | General        |
| 1972      | Eslàlom gegant |
| 1973      | General        |
| 1973      | Eslàlom        |
| 1974      | Eslàlom        |
| 1975      | General        |

Classificacions per temporada

### Season standings
| Temporada | Edat | General | Eslàlom | Eslàlom gegant | Super G       | Descens | Combinada                   |
| --------- | ---- | ------- | ------- | -------------- | ------------- | ------- | --------------------------- |
| 1970      | 19   | 3       | 4       | 1              | no es disputa | —       | awarded only in 1976 & 1980 |
| 1971      | 20   | 1       | 2       | 2              | no es disputa | 13      | awarded only in 1976 & 1980 |
| 1972      | 21   | 1       | 4       | 1              | no es disputa | 17      | awarded only in 1976 & 1980 |
| 1973      | 22   | 1       | 1       | 4              | no es disputa | —       | awarded only in 1976 & 1980 |
| 1974      | 23   | 2       | 1       | 3              | no es disputa | —       | awarded only in 1976 & 1980 |
| 1975      | 24   | 1       | 3       | 4              | no es disputa | 9       | awarded only in 1976 & 1980 |
| 1976      | 25   | 3       | 3       | 2              | no es disputa | —       | 2                           |
| 1977      | 26   | 6       | 5       | 10             | no es disputa | —       |                             |
| 1978      | 27   | 26      | 22      | 10             | no es disputa | 23      |                             |
| 1979      | 28   | 9       | 9       | 20             | no es disputa | —       |                             |
| 1980      | 29   | 51      | 18      | —              | no es disputa | —       | —                           |

Victòries
Al llarg de la seva carrera:
- 64 podis
  - 24 victòries
  - 22 segons llocs
  - 18 tercers llocs

| Data          | Seu                  | Disciplina     |
| ------------- | -------------------- | -------------- |
| 11/12 de 1969 | Val d'Isère          | Eslàlom gegant |
| 04/01 de 1970 | Bad Hindelang        | Eslàlom        |
| 29/01 de 1970 | Madonna di Campiglio | Eslàlom gegant |
| 30/01 de 1970 | Madonna di Campiglio | Eslàlom gegant |
| 10/01 de 1971 | Madonna di Campiglio | Eslàlom        |
| 21/02 de 1971 | Sugarloaf            | Eslàlom gegant |
| 25/02 de 1971 | Heavenly Valley      | Eslàlom        |
| 27/02 de 1971 | Heavenly Valley      | Eslàlom gegant |
| 02/03 de 1972 | Heavenly Valley      | Eslàlom gegant |
| 15/01 de 1973 | Aldelboden           | Eslàlom gegant |
| 04/02 de 1973 | St. Anton            | Eslàlom        |
| 04/02 de 1973 | Mont St. Anne        | Eslàlom        |
| 20/01 de 1974 | Adelboden            | Eslàlom gegant |
| 02/03 de 1974 | Voss                 | Eslàlom gegant |
| 10/03 de 1974 | Vysoke Tatry         | Eslàlom        |
| 12/01 de 1975 | Wengen               | Combinada      |
| 19/01 de 1975 | Kitzbühel            | Combinada      |
| 30/01 de 1975 | Chamonix             | Eslàlom        |
| 01/02 de 1975 | Megeve               | Combinada      |
| 15/02 de 1975 | Sun Valley           | Eslàlom        |
| 23/03 de 1975 | Val Gardena          | Paral·lel      |
| 05/12 de 1975 | Val d'Isère          | Eslàlom gegant |
| 01/12 de 1976 | Adelboden            | Eslàlom gegant |
| 16/12 de 1977 | Wengen               | Combinada      |